# Сіксто Родрігес
Сіксто Діас Родрігес (англ. Sixto Diaz Rodriguez; 10 липня 1942 — 8 серпня 2023), відомий як Родрігес, американський співак і автор пісень із Детройта, штат Мічиган. На початку його кар'єра не була вдалою в Сполучених Штатах, проте він досяг успіху в Південно-Африканські Республіці, Австралії і Новій Зеландії. Протягом десятиліть його музика була надзвичайно успішною та впливовою в Південно-Африканській Республіці, де, як вважають, він продав більше записів, ніж Елвіс Преслі, а також в інших країнах Південної Африки. Інформації про нього було мало, і у цих країнах ходили чутки, що він покінчив життя самогубством незабаром після випуску другого альбому.
У 1990-х рішучим південноафриканським фанатам вдалося знайти Родрігеса і зв'язатися з ним, що призвело до несподіваного відродження його музичної кар'єри. Про це розповідалося в документальному фільмі У пошуках Цукрової Людини, який отримав премію Оскар 2012 року, і допоміг Родрігесу здобути певну славу в його рідній країні.

## Біографія

### Ранні роки
Родрігес народився в 1942 році в Детройті, штат Мічиган. Він був шостою дитиною мексиканських батьків-іммігрантів із робочого класу. Його назвали Сіксто, тому що він був їх шостим сином. Батько Сіксто емігрував до Сполучених Штатів з Мексики в 1920-х роках; його мати була корінною американкою. Вони приєдналися до великого потоку мексиканців, які прибули на Середній Захід, щоб працювати в промисловості Детройта. Мексиканські іммігранти в той час стикалися з інтенсивним відчуженням і з маргіналізацією. У більшості своїх пісень Родрігес займає політичну позицію щодо труднощів, з якими стикається біднота в центрі міста.
У 1981 році Родрігес отримав ступінь бакалавра філософії в коледжі Монтейт університету Уейна.

### Музична кар'єра
У 1967 році, використовуючи ім'я Род Рігес (англ. Rod Riguez), запропоноване його лейблом, випустив сингл «I'll Slip Away» на Impact. Він не записувався знову протягом трьох років, поки не підписав контракт із Sussex Records, відгалуженням Buddah Records. Після цього використав своє улюблене професійне ім'я Родрігес. З Sussex Records записав два альбоми: Cold Fact у 1970 році та Coming from Reality у 1971 році. Обидва були продані в кількох примірниках у США, йому швидко відмовили у лейблі, який сам закрився у 1975 році у процесі запису третього альбому, який так і не вийшов.
Родрігес припинив музичну кар'єру і в 1976 році, придбав занедбаний будинок у Детройті на державному аукціоні за 50 доларів (227 доларів США в доларах 2020 року), в якому він жив станом на 2013 рік. Працював у сфері демонтажу та на виробництві, завжди мав низький дохід. Залишався політично активним і мотивованим покращувати життя робітничих мешканців міста і кілька разів невдало балотувався на державні посади: у міську раду Детройта в 1989 році, на пост мера Детройта в 1981 і 1993 роках і в Палату представників штату Мічиган у 2000 році.
У 2013 році було оголошено, що Родрігес веде переговори зі Стівом Роулендом, продюсером його альбому Coming From Reality. «Я написав близько тридцяти нових пісень», — сказав Родрігес журналу Rolling Stone. «Він сказав мені надіслати йому пару записів, тож я це зроблю. Я, звичайно, хочу його пошукати, тому що тепер він сповнений ідей».

### Популярність за кордоном
Хоча Родрігес залишався відносно невідомим у рідній країні, до середини 1970-х його альбоми почали поширюватися в Австралії, Ботсвані, Новій Зеландії, Південно-Африканській Республіці та Зімбабве.
Коли імпортні копії його альбомів із Sussex Records були розпродані, австралійський лейбл Blue Goose Music купив австралійські права на його записи. Blue Goose випустив два студійні альбоми, а також збірник At His Best, до якого увійшли невидані записи 1973 року — «Can't Get Away», «I'll Slip Away» (перезапис його першого синглу), та «Street Boy».
At His Best став платиновим у ПАР, яка на певному етапі була основним джерелом його музики для решти світу. Родрігеса порівнювали з такими сучасниками, як Боб Ділан і Кет Стівенс. Багато з його пісень мають антиістеблішментальну тематику, і, таким чином, посилили протестну культуру проти апартеїду в Південній Африці, де його творчість вплинула на музичну сцену того часу, а також справляла значний вплив на покоління, яке висловлювало невдоволення тодішнім станом речей. Як повідомляється, активіст проти апартеїду Стів Біко також був фанатом Родрігеса.
Родрігес також досяг успіху в Австралії та здійснив два концертні тури по країні в 1979 і 1981 роках.
У 1991 році обидва його альбоми були випущені на компакт-диску в ПАР вперше, що допомогло зберегти його славу. Однак його шанувальникам було відомо небагато подробиць його життя, і ходили чутки, що здійснив самогубство під час концерту в 1970-х роках.
Попри його успіх за кордоном, слава Родрігеса в ПАР залишалася йому невідомою до 1997 року, поки його старша дочка не натрапила на присвячений йому вебсайт. Дізнавшись про свою славу в країні, Родрігес вирушив у перший південноафриканський тур, відіграв шість концертів перед тисячами шанувальників. Документальний фільм Мерці не їздять: Родрігес у Південній Африці 1998 був показаний на телеканалі SABC у 2001 році. Він також виступав у Швеції, а потім повернувся до ПАР у 2001 та 2005 роках.
У 1998 році фірмову пісню Родрігеса «Sugar Man» записали південноафриканський рок-гурт Just Jinger та шотландський співак і автор пісень Паоло Нутіні. У 2002 році трек використав диск-жокей Девід Холмс, щоб відкрити свій мікс-альбом Come Get It I Got It. Раніше «Sugar Man» здобув ще більшу популярність, потрапивши в пісню «You're Da Man» в альбомі репера Nas 2001 року Stillmatic.
У квітні 2007 та 2010 років він повернувся до Австралії, щоб зіграти на музичному фестивалі East Coast Blues & Roots, а також дати концерти в Аделаїді, Мельбурні та Сіднеї. Пісня «Sugar Man» була показана у фільмі Candy 2006 року з Хітом Леджером у головній ролі. Співак і автор пісень Руаррі Джозеф зробив кавер на пісню Родрігеса «Rich Folks Hoax» для свого третього студійного альбому. Ірландська співачка та автор пісень Дарра О'Ді згадує Родрігеса та посилається на «Inner City Blues» у своєму синглі «Lost Dog Loyal» 2020 року. Родрігес продовжує гастролювати в різних країнах.
Альбоми Родрігеса Cold Fact і Coming from Reality були перевипущені Light in the Attic Records у 2009 році.
У 2014 році французький продюсер дип-хаусу та електромузики The Avener випустив нову версію «Hate Street Dialogue» з альбому Родрігеса Cold Fact. У новій версії The Avener звучить вокал Родрігеса.

### У пошуках Цукрової Людини
У 2012 році на кінофестивалі Санденс відбулася прем'єра документального фільму шведського режисера Маліка Бенджеллула У пошуках Цукрової Людини (Searching for Sugar Man), в якому детально розповідається про спроби двох південноафриканських шанувальників перевірити, чи правдива його смерть, а якщо ні, то дізнатися, що з ним сталося. Документальний фільм, спродюсований Саймоном Чінном і Джоном Батцеком, отримав спеціальний приз журі World Cinema і Приз глядацьких симпатій, World Cinema Documentary.
Окрім показу на інших кінофестивалях, включаючи кінофестиваль True/False Film Festival і кінофестиваль у Траверс-Сіті, фільм був показаний у Нью-Йорку та Лос-Анджелесі 27 липня 2012 року, перед тим, як вийти на більший внутрішній ринок. Його також показували в рамках кінопрограм на деяких європейських музичних фестивалях влітку 2012 року, зокрема на фестивалі Way Out West у серпні, де також виступав Родрігес. У листопаді він отримав приз глядацьких симпатій та приз за найкращий музичний документальний фільм на Міжнародному фестивалі документального кіно в Амстердамі.
Саундтрек фільму містить компіляцію треків Родрігеса з його альбомів Cold Fact і Coming from Reality, а також трьох раніше невипущених пісень з його третього незавершеного альбому. Альбом був випущений 24 липня 2012 року. Щоб розвіяти можливе занепокоєння, яке виникло у фільмі щодо того, як Родрігеса, очевидно, обдурив його попередній звукозаписний лейбл, на задній обкладинці написано: «Родрігес отримує гонорар від продажу цього релізу».
10 лютого 2013 року фільм отримав премію BAFTA за найкращий документальний фільм.
13 січня 2013 року фільм був номінований, а 24 лютого 2013 року він отримав премію Оскар за найкращий документальний фільм на 85-й церемонії вручення премії «Оскар». Родрігес відмовився від участі в церемонії нагородження, оскільки не хотів затьмарювати досягнення режисерів. Прийнявши нагороду, Чінн зауважив про таку щедрість: «Це майже все говорить про цю людину та його історію, що ви хочете знати». Малік Бенджеллул також сказав на сцені: «Спасибі одному з найкращих співаків усіх часів, Родрігесу».

### Запізнілий успіх у Сполучених Штатах
Після виходу фільму У пошуках Цукрової Людини у 2012 році до Родрігеса зріс інтерес з боку ЗМІ та шанувальників у Сполучених Штатах, а також у Європі. Він з'явився як музичний гість на Late Show з Девідом Леттерманом 14 серпня 2012 року, виконавши «Crucify Your Mind», і виконав «Can't Get Away» на The Tonight Show з Джеєм Лено 11 січня 2013 року.
У серпні 2012 року вийшов сюжет CNN з інтерв'ю Родрігеса, в якому обговорювалися його життя та відродження кар'єри. 7 жовтня 2012 року Родрігес був представлений в американській телевізійній програмі новин 60 minutes. 18 листопада 2012 року Родрігес дав інтерв'ю у британській недільній ранковій програмі новин The Andrew Marr Show, де він також зіграв коротку пісню в останніх титрах. Він виступав у програмі BBC2 Later… з Jools Holland 16 листопада 2012 року. Крім того, він з'явився в мережевих шоу, таких як The Weekly Comet.
У фільмі У пошуках Цукрової Людини чітко натякається, що Родрігес протягом багатьох років повинен був отримувати гонорари. Це юридичне питання ще розслідується. Родрігес спочатку висловив байдужість до цих «символів успіху», але згодом вирішив продовжити справу.
Окрім концертів в Австралії, Південній Африці та Новій Зеландії, розклад туру Родрігеса на 2013 рік включав концерти в США в театрі Beacon Theatre у Нью-Йорку та на музичному фестивалі Sasquatch в амфітеатрі The Gorge, а також концерти в Європі. Він грав на сцені Park Stage на фестивалі Glastonbury, Великобританія, у червні 2013 року. 5 липня 2013 року Родрігес відкрив джазовий фестиваль у Монтре. 10 серпня 2013 року був хедлайнером на фестивалі Wilderness у Великобританії. У 2015 році відкрив тур Брайана Вілсона.
Родрігес отримав додатковий маркетинг у 2014 році, оскільки Dave Matthews Band часто виконував кавер на «Sugar Man» у своєму літньому турі.

### Поточна активність
У 2015 році Крейг Бартоломью Стрідом і Стівен «Сугар» Сегерман опублікували книгу під назвою Цукрова Людина: життя, смерть і воскресіння Сіксто Родрігеса. У рецензії Business Day книга названа «ймовірно, однією з найнезвичайніших історій про рок-н-рол».
Родрігес продовжує гастролі по США та Канаді. Він був хедлайнером туру в серпні 2018 року, який завершився шоу в рідному місті в театрі Гарден Детройта.

## Особисте життя
Родрігес має трьох дочок і розлучений зі своєю другою дружиною Конні Коскос. Його сім'я активно бере участь у його кар'єрі, і він часто бере їх з собою в дорогу.

## Дискографія

### Студійні альбоми
- 1970: Cold Fact
- 1971: Coming from Reality

### Живі альбоми
- 1981: Rodriguez Alive (Австралія)
- 1998: Live Fact (ПАР)
- 2016: Rodriguez Rocks: Live In Australia (Австралія)

### Збірки
- 1976: After the Fact (ПАР)
- 1977: At His Best (Австралія)
- 1982: The Best of Rodriguez (ПАР)
- 2005: Sugarman: The Best of Rodriguez (ПАР)
- 2012: Searching for Sugar Man (саундтрек)
- 2013: Coffret Rodriguez (2-CD сет Cold Fact and Coming from Reality)